# 马罗勒 (瓦兹省)
马罗勒（法語：Marolles，法語發音：[maʁɔl] ⓘ）是法国瓦兹省的一个市镇，属于桑利斯区。

## 地理
马罗勒（49°10'12"N, 3°6'18"E）面积13.22 平方千米，位于法国上法蘭西大區瓦兹省，该省份为法国北部内陆省份，北起索姆省，西接厄尔省和滨海塞纳省，南至塞纳-马恩省和瓦兹河谷省，东临埃纳省。
与马罗勒接壤的市镇（或旧市镇、城区）包括：奥尔苏瓦地区谢济、米隆堡、蒙蒂尼拉列、维莱科特雷、瓦卢瓦地区欧特伊、乌尔克河畔马勒伊、下蒂里新城。

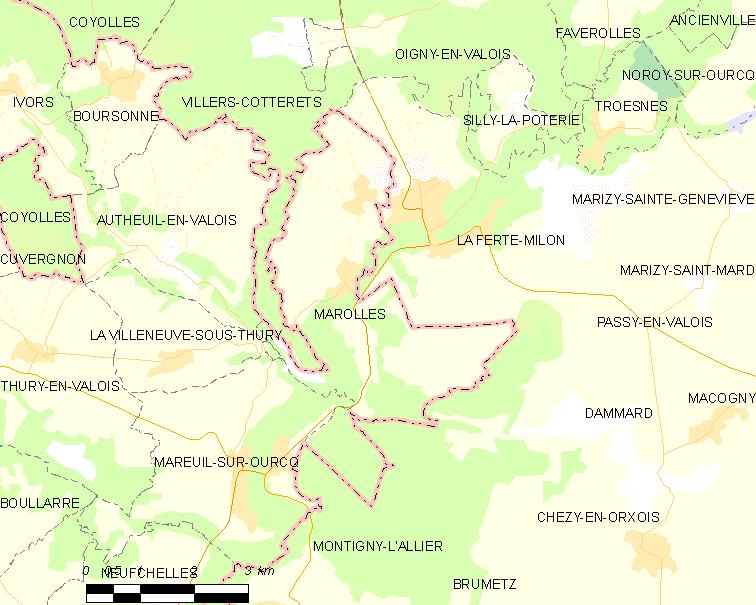
的OSM定位图

马罗勒的时区为UTC+01:00、UTC+02:00（夏令时）。

## 行政
马罗勒的邮政编码为60890，INSEE市镇编码为60385。

## 政治
马罗勒所属的省级选区为楠特伊勒欧杜安县。

## 人口

1962-2008年间人口变化图示

马罗勒于2022年1月1日时的人口数量为646人。